# Kjúdžitai
Kjúdžitai (v šindžitai: 旧字体; v kjúdžitai: 舊字體; česky: „stará znaková forma“) je tradiční forma japonských znaků (kandži) používaná před rokem 1947. Modernějším, zjednodušeným následníkem kjúdžitai je šindžitai. Před oficiálním vydáním seznamu Tójó kandži bylo kjúdžitai známé jako seidži (正字; „správné/korektní znaky“) nebo seidžitai.
I poté, co se staly zastaralými po vydání Tójó kandži, byly občas v tisku používány až do 50. let z důvodu pomalé výměny tiskařského vybavení se starými znaky. Na rozdíl od zjednodušené čínštiny, kde všechna osobní jména jsou konsistentně zapisována zjednodušenými znaky, je kjúdžitai v Japonsku stále tolerováno u osobních jmen. Díky tomu se v moderní japonštině mohou lišit zápisy jmen historických osobností – podle toho zda se použije kjúdžitai nebo šindžitai.